# Denial (Sugababes)
Denial is de derde single van het derde studioalbum Change van de Britse groep de Sugababes. Deze single is op 25 april 2008 uitgebracht.

## B-kant
De tracklist van de single werd bekendgemaakt via de officiële website van de Sugababes. Als B-kant is gekozen voor het nummer "Hey There Delilah (Radio One's Live Lounge)", een cover van de Plain White T's. Daarnaast staan er twee nieuwe remixen van het nummer "Denial" zelf op de single.

## Videoclip
In de videoclip van het nummer zie je de leden van de Sugababes op een fotoshoot. Alle drie de groepsleden ondergaan minimaal 15 "dress-ups".